# مطار داتشينغ سارتو
مطار داتشينغ سارتو (بالإنجليزية: Daqing Sartu Airport)‏ (إياتا: DQA، إيكاو: ZYDQ) يقع في مدينة داتشينغ في جمهورية الصين الشعبية. بدأ البناء في عام 2007 باستثمارات إجمالية قدرها 500 مليون يوان، وافتتح المطار في 1 سبتمبر 2009.
صنف مطار داتشينغ سارتو في المرتبة الثمانون في الصين من حيث عدد الركاب عام 2011 وفقًا لإدارة الطيران المدني في الصين، حيث تعامل مع 404,083 راكب، وبلغ إجمالي حركة الطائرات (القادمة والمغادرة) 3,645 طائرة وقد بلغت كمية البضائع المنقولة عبر المطار 1,940 طن.

## شركات الطيران والوجهات
| شركـات طيـران          | الوجهات |
| ---------------------- | --- |
| طيران الصين            | مطار بكين العاصمة الدولي، مطار بكين داشينغ الدولي، مطار شانغهاي بودنغ الدولي، مطار تيانجين الدولي، مطار ووهان تيانهي الدولي |
| Chengdu Airlines       | مطار يهاي داسهويبو، مطار يانتاي بينجلاي الدولي |
| خطوط شرق الصين الجوية  | مطار نانجينغ الدولي، مطار غينغادو جياودونغ الدولي، مطار شانغهاي هونغكياو الدولي، مطار يهاي داسهويبو، مطار يانتاي بينجلاي الدولي |
| خطوط جنوب الصين الجوية | مطار بكين داشينغ الدولي، مطار تشنغدو شوانغليو الدولي، مطار داليان تشوشويزي الدولي، مطار قوانغتشو باييون الدولي، مطار نانجينغ الدولي، مطار غينغادو جياودونغ الدولي، مطار شانغهاي بودنغ الدولي، مطار شنيانغ تاوكسيان الدولي، مطار شينزين باوان الدولي، مطار شيان شيانيانغ الدولي، مطار تشوهاى جينوان |
| Qingdao Airlines       | مطار مانزهولوي شيجياو، مطار غينغادو جياودونغ الدولي |